# Opuiaki (rivière)
La rivière Opuiaki (en anglais : Opuiaki River)  est un cours d’eau de la  baie de l’Abondance de l’Île du Nord de la Nouvelle-Zélande.

## Géographie
La rivière Opuiaki s’écoule vers le nord à partir du plateau de Mamaku (en) jusque dans le lac McLaren, pour atteindre le fleuve Wairoa à 15 km au sud-ouest de la ville de Tauranga. 
La rivière contribue au projet du projet hydro-électrique de Kaimai (en) datant de 1980. Un barrage fut construit sur la colline où est située maintenant la "Ngatuhoa Lodge". À partir du barrage, un tunnel fut creusé, qui conduit l’eau dans le ruisseau “ Ngatuhoa Stream », où il entre juste au dessus d’un autre barrage construit là. Des provisions d’eau sont faites pour maintenir un certain flux dans les deux ruisseaux. Le creusement du tunnel fut un challenge du fait de la géologie de la région  formée de structures issues d’une activité volcanique provenant de différents volcans, avec de l’argile et d’autres sédiments intercalés entre eux. Des puits artésiens s’écoulent aussi entre les couches de roches et contribuent au flux des ruisseaux du secteur. La rivière Opuiaki comprend une des plus belles ‘gemmes cachées’ de la chaîne de « Kaimai Ranges », ce sont les chutes de " Te Rere I Oturu Falls".

## Les chutes de Te Rere I Oturu Falls
Les chutes de Te Rere I Oturu Falls sont localisées sur le trajet de la rivière Opuiaki, dans la chaîne de kaimai (en), avec les coordonnées suivantes : 37° 55' 34.89" S 175° 59' 55.38" E. Le nom est tiré d'une légende à propos d’un membre de l’hapu des Ngati Ranginui. Son nom était Oturu et alors qu’il était poursuivi par des membres de sa tribu, il sauta du haut de la falaise. La chute a environ 25 m de large et 40 mde haut. La rivière Opuiaki est principalement alimentée par l’eau des pluies et son débit peut  varier rapidement durant et immédiatement après un orage tropical. La chute peut être atteinte via le chemin de randonnée débutant à Ngatuhoa Lodge. Une route forestière en gravier passe à quelque distance, et de là un chemin de randonnée mène jusqu’aux chutes. La rivière court à travers et constitue une partie de la zone écologique d’Opuiaki décrétée pour la protection de la flore et de la faune native. Le ’Department of Conservation’ (DOC) mène une campagne de contrôle des nuisibles et un programme de nidification orientée, comprenant le Kokako, un oiseau indigène inscrit sur la liste des espèces en danger.